# Стефан Стефановић Тенка
Стефан Стефановић Тенка (Пореч, мај 1797 – Београд, 2. септембар 1865) био је српски политичар.

## Биографија
Његов отац Јован Стефановић (1777−1817) је био „од старине богат”. За време Турака био је башкнез у Поречу. Када је дигнут Први српски устанак он је бимбаша код војводе Миленка Стојковића. Од 1811. године Јован је војвода у Поречу и Поречкој Реци. Након пропасти устанка, превео је породицу у Аустрију. У Србију се вратио јула 1815. године, када га је кнез Милош поставио старешину поречког. Због писма које је 1816. године упутио Карађорђу у Хотин, пао је у немилост Милоша Обреновића. Био је шест недеља окован у пожаревачком затвору, па након ослобађања и плаћања глобе - умро „од једа”. Милош га је 1817. године "болног" пензионисао, а на његово место поставио Јоксу Милосављевића за поречког кнеза. У исто време је кнез испросио Јованову кћи Милицу за Јоксу.
Школу је Стефан започео у Поречу, а школски друг му је чувени Миша Анастасијевић. Наставио у образовање Београду, па услед пропасти Првог српског устанка наставио у месту Ора(хо)вици у Банату. Вратио се септембра 1816. године у Пореч, где му је отац био старешина.
Постао је 1817. године писар у Поречу код зета Јоксе Милосављевића, и био је то до 1825. године. Потом је био старешина Пореча - поречки кнез у времену 1825-1830. године. Затим је између 1830. и 1834. године био "капетан поречки". Кумовао је 1833. године новом насељу Михајловцу, по Михајлу сину кнеза Милоша. Године 1834. је постављен је за саветника финансија, а 1835. године постао председник Државног Савета у Крагујевцу. Он је 1838. године поред попечитељског звања и "врховни надзиратељ" карантина српске државе. Министар правде и просвете постао је као први "попечитељ" маја 1838. године. Обишао је 1839. године у својству министра све школе у Србији и поднео извештај за унапређење.
Имао је титулу генерал-мајора, највишу која је тада постојала у Србији. Исту је добио на основу привилегија српских, добијених од турског султана, у време када је донет Сретењски устав. У томе звању је остао до 14. јуна 1840. године. Народна скупштина 22. јула 1840. године га је оптужила са групом великаша да је радио против кнеза Михаила, те је морао напустити Србију и отићи у Цариград. Био је присталица Вучића-Перишића.
Кнез Александар Карађорђевић поставио га је 1842. године за државног саветника, 1844. за потпредседника, а 1848. године је постао председник Државног савета.
Стефановић је био и председник Сената.
За почасног члана Друштва српске словесности изабран је 5. фебруара 1845. године, а председник тог Друштва био је у периоду 10. марта до 22. јула 1848. године.

## Тенкина завера 1857. године
Име је добила побуна народна по њему јер је имао највиши чин међу побуњеницима. Он је одговоран јер је обезбедио новац за подизање побуне. Стварни вођ побуне против кнеза Александра Карађорђевића био је Радован Дамјановић. Државни саветник Стефановић је након откривања Тенкине завере 6. октобра 1857. године, затворен под оптужбом да је спремао заверу против кнеза. У затвору Гургусовачкој кули је био мучен и осуђен је на смрт. Помилован је на интервенцију турског Етем-паше, и казна му је замењена за вечиту робију. Помилован је међутим на Ускрс 1858. године. Живео је у Турској до промене династије, до фебруара 1859. године када се вратио у Србију.
Живео је у Београду и после пензионисања, где је и умро септембра 1865. године.